# Le Grand Assistant

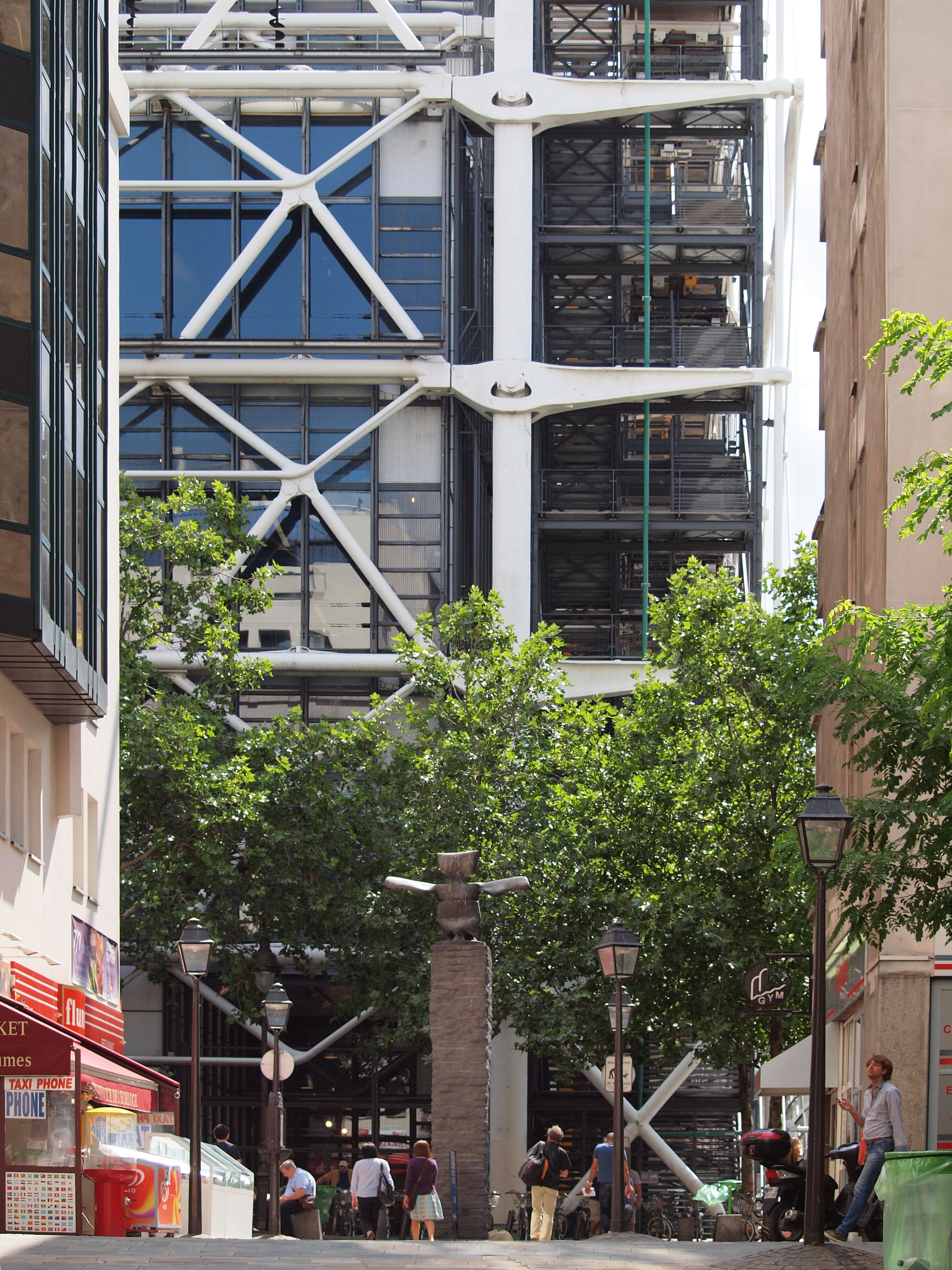
Le Grand Assistant au sommet de sa colonne, vu depuis le Quartier de l'Horloge avec Beaubourg au second plan

Le Grand Assistant est une œuvre de l'artiste allemand Max Ernst située près de la façade Nord du Centre national d'art et de culture Georges-Pompidou, à l'intersection de la rue Rambuteau et la rue Brantôme dans le quartier de l'Horloge, dans le 3e arrondissement de Paris.

## Description
La sculpture représente un humanoïde, les bras écartés, qui fait face au musée. La sculpture repose sur un socle rectangulaire, en pierre, de plusieurs mètres de haut. Un cartel mentionne le nom de l'œuvre et de l'artiste, ainsi que la date de création (1967), la date de fonte du bronze (1974), la date d'acquisition par l'État (1975). Le cartel est signé « Musée national d'art moderne. Centre Georges Pompidou. »

## Historique
L'œuvre est située à son emplacement actuel depuis 1996 à l'occasion du remodelage des abords du Centre Pompidou,. Elle a été acquise par le Fonds national d'art contemporain en 1975 grâce à un don de l'artiste.

## Artiste
Max Ernst (1891-1976) est un artiste allemand. Une réplique de l'œuvre figure à Amboise, en remerciement de l'aide apportée pour la naturalisation du sculpteur par le maire de l'époque, Michel Debré.